# Rolladen Schneider LS8

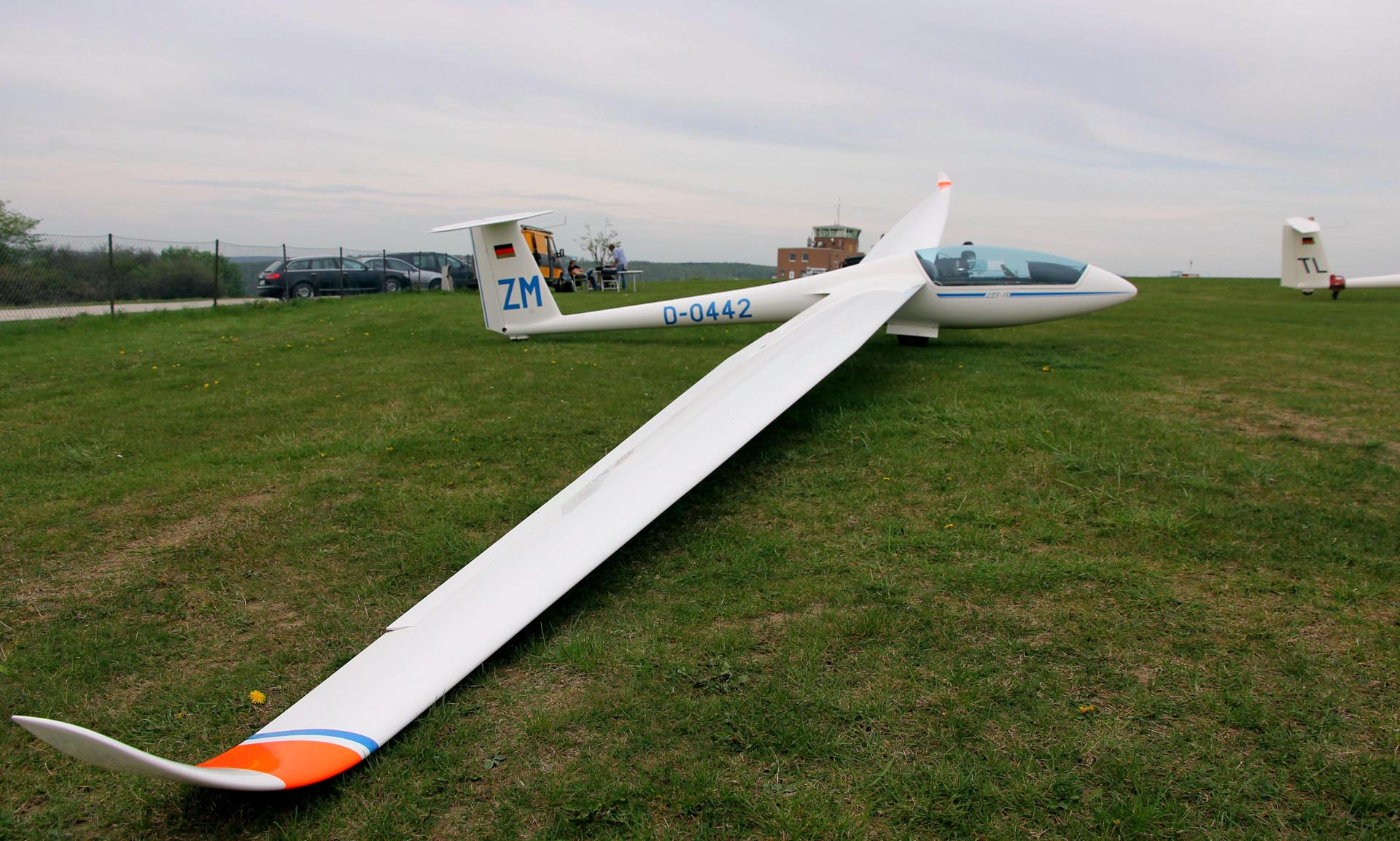
Eine LS8-18 des Luftsportverein Bad Gandersheim e. V.

Die Rolladen Schneider LS8 ist ein einsitziges Segelflugzeug der Standardklasse mit ursprünglich 15 m Flügelspannweite, Winglets und starrem Flügelprofil.

## Entwicklung
Die LS8 entstand durch Fixierung der Wölbklappen der Tragfläche der LS6. Nachdem sich das Konzept als erfolgreich erwiesen hatte, wurden die Flügelformen mit angepasstem Flügel-Wölbklappen-Übergang erstellt. Der Rumpf wurde im Bereich des Flügelübergangs angepasst, da durch das Starrprofil der Einstellwinkel erhöht werden musste.

## Versionen
Versionen sind die LS8, LS8-a, LS8-b, LS8-e neo, LS8-t, LS8-s, LS8-18 sowie die LS8-sc neo.
Durch Ansteckflügel kann die Spannweite auf 18 m erhöht werden, womit das Flugzeug zur 18-m-Klasse zählt.
Die LS8-b hat eine geänderte Rumpfstruktur mit Motorkasten als Vorbereitung für einen Motoreinbau. Die Flügelstruktur wurde im Bereich des Holmes verstärkt.
Zum Einbau eines Gesamtrettungssystems hinter dem Cockpit kam es aufgrund der Insolvenz der Firma Rolladen Schneider nicht mehr.
Die LS8-t hat eine Heimkehrhilfe. Es war vorgesehen, die zulässige Gesamtmasse des Flugzeugs auf 575 kg anzuheben, was später vom neuen Eigentümer der Formen umgesetzt wurde. Hersteller war bis 2003 die Firma Rolladen Schneider Flugzeugbau, später DG Flugzeugbau in Bruchsal, wo die weiterentwickelten Versionen LS8-s und LS8-st (mit Turboantrieb) hergestellt werden.
Seit Anfang 2017 wird das Flugzeug als LS8-sc neo mit 5-Zoll-Hauptfahrwerk, kleinem Spornrad mit 150 mm Durchmesser, Mandl-Absaugung und neo-Winglets angeboten. Das Cockpit wurde durch das der LS10 ersetzt. Der Flugzeugtyp wurde serienmäßig mit einer Turbovorbereitung versehen, um nachträglich mit einer Heimkehrhilfe ausgestattet werden zu können. Auf einem ähnlichen Konzept basiert der Nachfolger LS8-e neo mit einem Elektroantrieb, dem Front Electric Sustainer System (FES), mit einer Leistung von 22 kW. Gespeist wird der E-Antrieb von zwei Lithium-Polymer-Batterien mit einer Kapazität von je 40 Ah (4,2 kWh) und integriertem BMS. Optional lassen sich der Propeller samt den Batterien demontieren und mit einem einfachen Formteil ergänzen, wodurch der Umbau einer antriebslosen LS8-sc neo entspricht.

## Nutzung und Flugeigenschaften
Angenehmes Flugverhalten, gute Ruderabstimmung und Gleitleistung macht die LS8 zu einem erfolgreichen Wettbewerbsflugzeug, das sowohl in der Standardklasse als auch in der 18-Meter-Klasse (mit Ansteckflügeln) geflogen werden kann. Die LS8 wird wegen ihrer gutmütigen Flugeigenschaften auch in der Fortgeschrittenen-Schulung eingesetzt.

## Allgemeine Informationen
| Kenngröße    | Daten LS8       |
| ------------ | --------------- |
| Konstrukteur | Wolf Lemke      |
| Klassen      | Standard / 18 m |
| Bauart       | CFK, GFK, AFK   |
| DAeC-Index   | 108 / 114       |

## Technische Daten
| Kenngröße             | Daten 15 m        | Daten 18 m        |
| --------------------- | ----------------- | ----------------- |
| Besatzung             | 1                 | 1                 |
| Länge                 | 6,72 m            | 6,72 m            |
| Spannweite            | 15,00 m           | 18,00 m           |
| Höhe                  | 0,8 m             | 0,8 m             |
| Flügelfläche          | 10,50 m²          | 11,40 m²          |
| Flügelstreckung       | 21,4              | 28,4              |
| Gleitzahl             | ≈ 44              | ≈ 50              |
| Geringstes Sinken     | 0,59 m/s          | 0,51 m/s          |
| Wasserballast         | ca. 200 kg        | ca. 200 kg        |
| Leermasse             | 275 kg            | 285 kg            |
| max. Startmasse       | 525 kg bis 575 kg | 525 kg bis 575 kg |
| Flächenbelastung      | 32 bis 50 kg/m²   | 30 bis 50,4 kg/m² |
| Höchstgeschwindigkeit | 280 km/h          | 280 km/h          |